# 斐济短冠鬣蜥
斐济短冠鬣蜥（学名：Brachylophus vitiensis）是20世纪80年代在斐济群岛西北部发现的一种极危物种。当地爬虫与两栖动物学者约翰·吉布斯（John Gibbons）博士在一部电影的镜头中首次发现了它，后将它命名为“Brachylophus vitiensis”，并归类于美洲鬣蜥属。

## 命名
吉布斯任职于位于斐济的南太平洋大学。电影《藍色珊瑚礁》拍摄完成后，吉布斯曾受邀观看该片(不清楚是观看样片还是观看成品)。吉布斯当时正好在研究鬣蜥，他注意到电影画面中拍到了一些他从并不认识的蜥蜴。职业敏感驱使他亲自登岛去考察这些小家伙。吉布斯在一片干燥的树林中发现了它们。在确认这是一种新生物后，他将其命名为“Brachylophus vitiensis”。
其属名可拆分为“brachy-”（βραχῦς， 意为“短”）、“lóphos-” （λοφος， 意为“冠”或“羽”）和属名后缀“-us”，合起来就是“短头冠之属”。种名可拆分为“Viti”(即“斐济”， 来自汤加语， 本意“岛屿”）和“-ensis”(“来自...当地的”），意即“来自斐济的”。另外，也有些人在命名生物时喜欢在“lóphos-”之后接后缀“-ius”而非“-us”，如卡尔·林奈给鮟鱇屬起的学名“Lophius”。